# 阿热勒镇 (且末县)
阿热勒镇，原为阿热勒乡，是中华人民共和国新疆维吾尔自治区巴音郭楞蒙古自治州且末县下辖的一个乡镇级行政单位。2018年6月撤乡设镇。

## 行政区划
阿热勒镇下辖以下地区：
古再勒村、阿热勒村和亚喀吾斯塘村。